# FDP Schleswig-Holstein

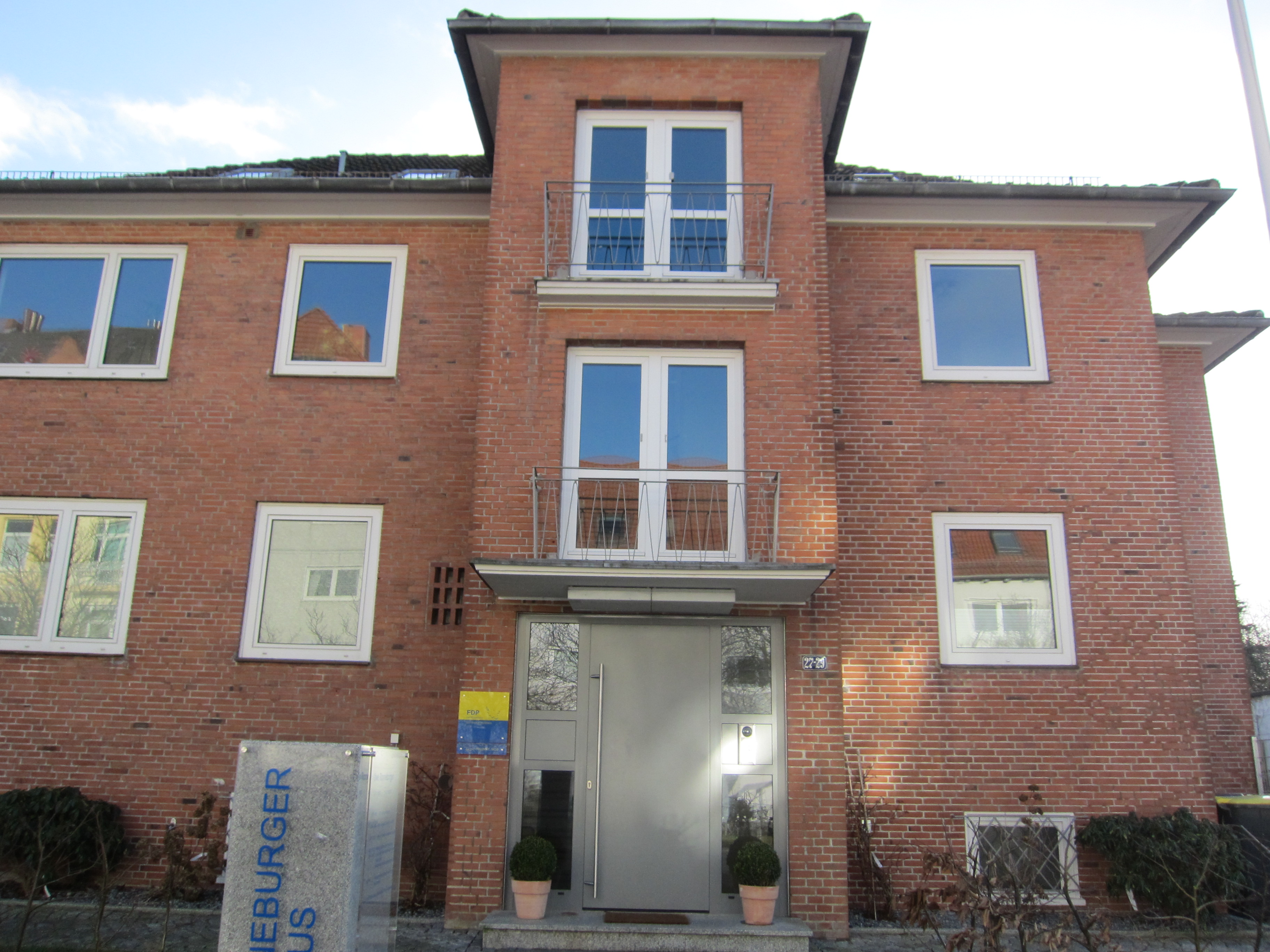
Sitz des FDP-Landesverbandes Schleswig-Holstein in Kiel

Die FDP Schleswig-Holstein ist der Landesverband der FDP im Bundesland Schleswig-Holstein.

## Geschichte

### Vorgeschichte: Liberale Parteien in Schleswig-Holstein
Die Liberalen waren die ersten, die sich in den 1860er Jahren als Partei formierten. In der Fortschrittspartei und später in der Deutschen Freisinnigen Partei sowie der Nationalliberalen Partei organisiert, erreichten die Liberalen in Schleswig-Holstein bei Wahlen zum Preußischen Landtag und Reichstag bis zum Ende des Kaiserreiches Wahlerfolge, auch wenn die Abgeordnetenzahlen seit Ende des 19. Jahrhunderts deutlich sanken.
In der Weimarer Republik spielten die Liberalen in Schleswig-Holstein keine so bedeutende Rolle mehr. Im Provinziallandtag hatte die DDP 1921 noch 6,1 % der Stimmen bekommen. Ihr Stimmenanteil sank jedoch 1929 auf 3,7 %. In den 1930er Jahren fielen die Liberalen auf das Niveau von Splittergruppen zurück, bis mit der Machtergreifung der Nationalsozialisten eine liberale politische Arbeit in Deutschland unmöglich wurde.

### Gründung
Ab Sommer 1945 bildeten sich erste lokale liberale Gruppen, die jedoch schwach und zersplittert waren. Viele Liberale tendierten zu der Beteiligung an der Demokratischen Union (aus der die CDU Schleswig-Holstein hervorging). Im ersten ernannten Landtag waren die Liberalen ab dem 26. Februar mit Heinrich Ambrosius vertreten, der sich jedoch bereits im März der CDU anschloss.
Andere Liberale strebten eine eigene Partei an. Die Ortsgruppe in Pinneberg um den Elmshorner Industriellen Peter Christel Asmussen bildete die Keimzelle der künftigen FDP. Auf der Gründungsversammlung am 28. März 1946 in Neumünster wurde er zum Vorsitzenden gewählt und am 11. April 1946 in den ernannten Landtag berufen. Am 14. Mai 1946 erfolgte die Zulassung durch die Militärregierung. Nachdem die FDP bei den Kommunalwahlen in Schleswig-Holstein am 13. Oktober 1946 6,1 % der Stimmen erzielt hatte, wurde die Zahl der FDP-Vertreter im ernannten Landtag auf vier erhöht.
Der erste ordentliche Landesparteitag der FDP Schleswig-Holstein am 26. November 1946 in Neumünster bestätigte Peter Christel Asmussen als Landesvorsitzenden.

### Oppositionszeit
Bei der Landtagswahl in Schleswig-Holstein 1947 erreichte die FDP nur 5 % und erhielt aufgrund des Wahlrechtes, das die großen Parteien stark begünstigte, kein Landtagsmandat. Die FDP war damit die größte außerparlamentarische Oppositionspartei.
Das unbefriedigende Ergebnis führte zu innerparteilichen Diskussionen und dem Wechsel an der Parteispitze. Fritz Oellers wurde am 29. Januar 1947 zum neuen Landesvorsitzenden gewählt, Peter Christel Asmussen als Ehrenvorsitzender benannt.
Bei der Bundestagswahl 1949 konnte sich die FDP Schleswig-Holstein auf 7,4 % steigern und zwei Bundestagsabgeordnete stellen. Zur Vorbereitung der Landtagswahl in Schleswig-Holstein 1950 waren die bürgerlichen Parteien bemüht, eine Situation zu vermeiden, in der die SPD Schleswig-Holstein erneut dank des Wahlrechtes eine Mehrheit im Parlament trotz einer Minderheit der Wählerstimmen erreichen könne. Es wurde daher ein Wahlblock aus CDU, FDP und Deutscher Partei gebildet.

### Regierungsbeteiligung
Bei den Wahlen erreichte die FDP 7,1 % der Stimmen. Wahlgewinner war jedoch nicht der Wahlblock, sondern der BHE, der erstmals zu Wahlen angetreten war. Dieses Ergebnis reflektierte die Tatsache, dass Schleswig-Holstein mit weitem Abstand den höchsten Anteil an Flüchtlingen und Vertriebenen in der Bevölkerung hatte. Es wurde eine Koalitionsregierung aus Wahlblock und BHE unter Walter Bartram gebildet. Im Kabinett Bartram war die FDP mit Wirtschaftsminister Hermann Andersen vertreten.
Die FDP-Fraktion im Landtag erwies sich nicht als stabil. Von den acht gewählten FDP-Abgeordneten spalteten sich 1952 vier als „Deutsche Sammlung“ (DS) ab und traten 1953 in die CDU ein. Nicht zuletzt infolge dieser Querelen konnte die FDP bei den Wahlen 1954 nur noch fünf Abgeordnete stellen. Die bürgerliche Regierung wurde jedoch bestätigt und die FDP war in der Folge bis 1971 an der Seite der CDU in der Landesregierung vertreten. Bei den Wahlen erreichte die FDP folgende Ergebnisse:
- 7,5 % (1954)
- 5,4 % (1958)
- 7,9 % (1962)
- 5,9 % (1967)

### Sozialliberale Zeit
1963 kam es auf dem Landesparteitag in Husum zu einer Kampfabstimmung um den Landesvorsitz. Dabei erreichte der amtierende Landesvorsitzende Bernhard Leverenz mit 75 Stimmen keine Mehrheit und Otto Eisenmann, der mit der Forderung nach einer Abgrenzung zur CDU angetreten war, wurde mit 83 Stimmen neuer Landesvorsitzender.
Dieser Linksruck wurde jedoch nicht von der ganzen Partei mitgetragen. Als 1969 die Sozialliberale Koalition auf Bundesebene beschlossen wurde, forderte der linke Flügel unter Otto Eisenmann auch im Land ein Ende der Koalition mit der CDU. Eine knappe Mehrheit sprach sich jedoch für die Fortsetzung der Koalition aus, woraufhin Otto Eisenmann zurücktrat.
Bei den Landtagswahlen 1971 erreichte die FDP 3,8 % der Stimmen und war nicht mehr im Landtag vertreten, die CDU erhielt hingegen eine absolute Mehrheit. Gerhard Stoltenberg (CDU) wurde Ministerpräsident.
Auch wenn die FDP bei den folgenden Landtagswahlen 1975 und 1979 wieder mit fünf bzw. vier Abgeordneten in den Landtag einziehen konnte, verblieb sie gemeinsam mit der SPD in der Opposition.

### 1980er und 1990er Jahre
1983 schied Uwe Ronneburger als Landesvorsitzender aus, der die Partei 13 Jahre lang in der sozialliberalen Zeit geführt hatte. Die Wahl von Werner Zywietz als neuem Landesvorsitzendem fiel mit einer Rückbesinnung der FDP auf die CDU und dem Koalitionswechsel in Bonn zusammen. Erneut, wie schon 1971, tauschte die FDP einen großen Teil ihrer Wähler aus und verfehlte bei der Landtagswahl am 13. März 1983 mit 2,2 % die 5 %-Hürde. Bei der Landtagswahl am 13. September 1987 gelang mit 5,2 % der Wiedereinzug in den Landtag – und fast auch in die Regierung. Im Landtag hatte sich ein Patt zwischen Schwarz-Gelb und SPD/SSW ergeben. Aufgrund der Barschel-Affäre kam es bereits im Folgejahr zu Neuwahlen, bei denen die FDP mit 4,4 % erneut an der 5 %-Hürde scheiterte.
Seit den Landtagswahlen am 5. April 1992 ist die FDP ununterbrochen im Landtag vertreten. Allerdings mussten auch in den Folgejahren die Oppositionsbänke gedrückt werden. Nach der Schubladenaffäre büßten die Sozialdemokraten ihre absolute Mehrheit ein, konnten aber in einer rot-grüne Koalition an der Regierung bleiben.

### Von der Großen Koalition in die Regierung
Nach der Landtagswahl 2005 war das Ergebnis fast so knapp wie 1987. Der Versuch, eine rot-grüne Minderheitsregierung unter Tolerierung des SSW zu bilden, scheiterte und es kam zu einer großen Koalition. Erst bei der Landtagswahl am 27. September 2009 gelang wieder der Sprung in die Regierung. Mit 14,9 % erreichte die FDP das beste Ergebnis ihrer Geschichte. Die FDP-Fraktion war mit 14 Abgeordneten im 95 Sitze zählenden Landtag vertreten. Im Kabinett Carstensen II stellte die FDP seither drei Minister: Heiner Garg als Minister für Arbeit, Soziales und Gesundheit und Ekkehard Klug als Minister Bildung und Kultur. Der parteilose Emil Schmalfuß wurde auf FDP-Ticket Minister für Justiz, Gleichstellung und Integration.

### Neuwahlen im Mai 2012 und erneute Regierungsbeteiligung ab 2017
Die 17. Wahlperiode des Schleswig-Holsteinischen Landtages endete ebenfalls vor Ablauf der auf fünf Jahre ausgelegten Legislaturperiode. Das Landesverfassungsgericht verkündete am 30. August 2010 das Urteil zur Klage der Grünen, des SSW und der Linken gegen die Mandatsverteilung: Die Verfassungswidrigkeit des damaligen Wahlgesetzes wurde festgestellt. Die dadurch notwendig gewordene Neuwahl fand am 6. Mai 2012 statt. Die FDP musste unter der Führung ihres Spitzenkandidaten Wolfgang Kubicki mit 8,2 Prozent Verluste hinnehmen und ging in die Opposition. Fünf Jahre später konnte die FDP mit 11,5 % der Stimmen und neun Abgeordneten das zweitbeste Ergebnis ihrer Geschichte erreichen. Infolge dieses Ergebnisses wurde eine Regierung aus CDU, Grünen und FDP unter Daniel Günther (CDU) gebildet, in der die Liberalen mit ihrem Landesvorsitzenden Heiner Garg, der erneut Sozialminister wurde, und Bernd Buchholz (Wirtschaft und Verkehr) vertreten waren.

### Wieder in der Opposition ab 2022
Bei der Landtagswahl in Schleswig-Holstein 2022 musste die FDP herbe Verluste hinnehmen und erreichte 6,4 % der Stimmen. Schließlich bildeten CDU und Grüne ein Zweierbündnis und die FDP musste den Gang in die Opposition antreten.

## Programm
Das aktuelle Programm der FDP Schleswig-Holstein ist das auf dem Landesparteitag am 13. März 2022 in Neumünster beschlossene Programm zur Landtagswahl 2022 „Landtagswahlprogramm 2022–2027“ mit dem Slogan „Was das Land jetzt braucht“.

## Struktur

### Organisation
| Amt                                | Name                     |
| ---------------------------------- | ------------------------ |
| Landesvorsitzender                 | Christopher Vogt         |
| Stv. Landesvorsitzende             | Gyde Jensen              |
| Stv. Landesvorsitzender            | Helmer Krane             |
| Stv. Landesvorsitzende             | Tina Schuster            |
| Landesschatzmeister                | Thilo Rohlfs             |
| Schriftführerin                    | Kathrin Parlitz-Willhöft |
| Beisitzer                          | Maximilian Mordhorst     |
| Beisitzerin                        | Annabell Krämer          |
| Beisitzer                          | Philipp Rösch            |
| Beisitzer                          | Rüdiger Bredtmann        |
| Beisitzer                          | Christian Gotthardt      |
| Beisitzer                          | Florian Meyer            |
| Beisitzerin                        | Broder Söhl              |
| Beisitzer                          | Ulf Hansen               |
| Beisitzer für die Jungen Liberalen | Finn Flebbe              |
| Europabeauftragte                  | Monika V. Kronbügel      |
| Vertreter der Landtagsfraktion     | Bernd Buchholz           |
| Vertreter der Bundestagsfraktion   | Wolfgang Kubicki         |
| Ehrenvorsitzender                  | Jürgen Koppelin          |

| Kreisverband          | Vorsitzende       |
| --------------------- | ----------------- |
| Ditmarschen           | Anne Riecke       |
| Flensburg             | Kay Richert       |
| Herzogtum Lauenburg   | Martin Turowski   |
| Kiel                  | Kim Jöns          |
| Lübeck                | Thomas Rathcke    |
| Neumünster            | Emanuel Rose      |
| Nordfriesland         | Iwer Ebsen        |
| Ostholstein           | Tobias Maack      |
| Plön                  | Gunnar Schulz     |
| Pinneberg             | Annabell Krämer   |
| Rendsburg-Eckernförde | Tina Schuster     |
| Schleswig-Flensburg   | Rüdiger Bredtmann |
| Segeberg              | Helmer Krane      |
| Steinburg             | Kirsten Brunnlieb |
| Stormarn              | Oscar Radunski    |

Die politischen Fachthemen werden in Landesfachausschüssen vorbereitet:
| Landesfachausschuss                      | Vorsitzende                |
| ---------------------------------------- | -------------------------- |
| Gesundheit und Pflege                    | Ronald Wichern             |
| Europa und Internationales               | Thomas Kopsch              |
| Bildung und Kultur                       | Anneke Geist               |
| Soziales, Familie und Gleichstellung     | Kirsten Brunnlieb          |
| Finanzen                                 | Maximilian Mordhorst       |
| Innen und Recht                          | Christina Musculus-Stahnke |
| Raumordnung, Städtebau und Wohnungswesen | Thomas Markus Leber        |
| Wirtschaft, Verkehr und Tourismus        | Stefanie Fellmer           |
| Digitalisierung und Medien               | Skade Niquet               |
| Landwirtschaft, Umwelt und Energie       | Theresa Leinkauf           |
| Sport                                    | Jörg Hansen                |
| Kommunales                               | Stephan Holowaty           |

### Parteivorsitzende
| Jahre     | Vorsitzender            |
| 1946–1949 | Peter Christel Asmussen |
| 1949–1951 | Fritz Oellers           |
| 1951–1952 | Hans Revenstorff        |
| 1952–1963 | Bernhard Leverenz       |
| 1963–1970 | Otto Eisenmann          |
| 1970      | Walter Peters (komm.)   |
| 1970–1983 | Uwe Ronneburger         |
| 1983–1985 | Werner Zywietz          |
| 1985–1988 | Wolf-Dieter Zumpfort    |
| 1988–1989 | Jens Ruge               |
| 1989–1993 | Wolfgang Kubicki        |
| 1993–2011 | Jürgen Koppelin         |
| 2011–2022 | Heiner Garg             |
| 2022–2024 | Oliver Kumbartzky       |
| seit 2024 | Christopher Vogt        |

#### Ehrenvorsitzende
- Peter Christel Asmussen
- Uwe Ronneburger
- Jürgen Koppelin

### Junge Liberale Schleswig-Holstein
| Amt                     | Name                    |
| ----------------------- | ----------------------- |
| Landesvorsitzender      | Finn Flebbe             |
| Stv. Landesvorsitzender | Jan Hinrich Gooss       |
| Stv. Landesvorsitzender | Lukas Alexander Ellgoth |
| Stv. Landesvorsitzender | Johannes Basler         |
| Landesschatzmeister     | Tim Post                |
| Beisitzerin             | Marie-Lena Baschke      |
| Beisitzer               | Tom Schröder            |
| Beisitzer               | Skade Niquet            |
| Beisitzer               | Tristan Schlabritz      |
| Beisitzerin             | Luisa Sophie Fellner    |
| Beisitzerin             | Ann-Malin Madsen        |
| Beisitzer (kooptiert)   | Jona Janowitz           |
| Landesgeschäftsführer   | Luca Stephan Kohls      |
| Ombudsperson            | Laura Lehmann           |

| Kreisverband          | Vorsitzender        |
| --------------------- | ------------------- |
| Dithmarschen          | Nils Kuchel         |
| Flensburg             | Erik Jäger          |
| Herzogtum-Lauenburg   | Noah Palis          |
| Kiel                  | Jakob Sontag        |
| Lübeck                | Yannick Bethmann    |
| Neumünster            | Jan-Hinrich Gooss   |
| Nordfriesland         | Skade Niquet        |
| Ostholstein           | Tom Schröder        |
| Pinneberg             | Joel Ressler        |
| Plön                  | Tristan Schlabritz  |
| Rendsburg-Eckernförde | Lasse Barber        |
| Schleswig-Flensburg   | Niklas Hoffmann     |
| Segeberg              | Oskar Lampen        |
| Steinburg             | Kevin Krüger        |
| Stormarn              | Frederica Reinwaldt |

## Landtagsfraktion
Die FDP-Landtagsfraktion in Schleswig-Holstein besteht seit 2022 aus fünf Abgeordneten. Fraktionsvorsitzender ist Christopher Vogt, der das Amt im Dezember 2017 von Wolfgang Kubicki übernommen hat, der zuvor 22 Jahre lang Fraktionsvorsitzender war.

### Fraktionsvorsitzende
| Jahre     | Vorsitzender                       |
| 1946–1950 | FDP war nicht im Landtag vertreten |
| 1952–1954 | Curt Hoffmann                      |
| 1954–1962 | Heinrich Wolgast                   |
| 1962–1963 | Bernhard Leverenz                  |
| 1963–1967 | Hinrich Schröder                   |
| 1967–1971 | Hans-Joachim Herbst                |
| 1971–1975 | FDP war nicht im Landtag vertreten |
| 1975–1980 | Uwe Ronneburger                    |
| 1980–1983 | Neithart Neitzel                   |
| 1983–1987 | FDP war nicht im Landtag vertreten |
| 1987–1988 | Wolf-Dieter Zumpfort               |
| 1988–1992 | FDP war nicht im Landtag vertreten |
| 1992–1993 | Wolfgang Kubicki                   |
| 1993–1996 | Ekkehard Klug                      |
| 1996–2017 | Wolfgang Kubicki                   |
| seit 2017 | Christopher Vogt                   |

## Ergebnisse bei den Landtagswahlen
| Landtagswahlergebnisse | Landtagswahlergebnisse | Landtagswahlergebnisse | Landtagswahlergebnisse |
| Jahr                   | Stimmen                | Sitze                  |                        |
| ---------------------- | ---------------------- | ---------------------- | ---------------------- |
| 1947                   | 5,0 %                  | 0                      |                        |
| 1950                   | 7,1 %                  | 8                      |                        |
| 1954                   | 7,5 %                  | 5                      |                        |
| 1958                   | 5,4 %                  | 4                      |                        |
| 1962                   | 7,9 %                  | 5                      |                        |
| 1967                   | 5,9 %                  | 4                      |                        |
| 1971                   | 3,8 %                  | 0                      |                        |
| 1975                   | 7,1 %                  | 5                      |                        |
| 1979                   | 5,7 %                  | 4                      |                        |
| 1983                   | 2,2 %                  | 0                      |                        |
| 1987                   | 5,2 %                  | 4                      |                        |
| 1988                   | 4,4 %                  | 0                      |                        |
| 1992                   | 5,6 %                  | 5                      |                        |
| 1996                   | 5,7 %                  | 4                      |                        |
| 2000                   | 7,6 %                  | 7                      |                        |
| 2005                   | 6,6 %                  | 4                      |                        |
| 2009                   | 14,9 %                 | 14                     |                        |
| 2012                   | 8,2 %                  | 6                      |                        |
| 2017                   | 11,5 %                 | 9                      |                        |
| 2022                   | 6,4 %                  | 5                      |                        |

### Minister der FDP
1950–1952, CDU/FDP/DP/GB/BHE-Koalition unter Walter Bartram bzw. Friedrich-Wilhelm Lübke:
- Hermann Andersen, Minister für Wirtschaft und Verkehr (1950–1952)

1954–1962, CDU/FDP/GB/BHE-Koalition unter Kai-Uwe von Hassel:
- Bernhard Leverenz, Minister der Justiz (1954–1962) und stellv. Ministerpräsident (1958–1962)

1963–1971, CDU/FDP-Koalition unter Helmut Lemke:
- Hans-Hellmuth Qualen, Minister der Finanzen (1963–1971)
- Bernhard Leverenz, Minister der Justiz (1963–1967)
- Otto Eisenmann, Minister für Arbeit, Soziales und Vertriebene (1967–1969)

2009–2012, CDU/FDP-Koalition unter Peter Harry Carstensen:
- Heiner Garg, stellvertretender Ministerpräsident und Minister für Arbeit, Soziales und Gesundheit
- Ekkehard Klug, Minister für Bildung und Kultur
- Emil Schmalfuß, Minister für Justiz, Gleichstellung und Integration (parteilos, nominiert durch die FDP)

2017–2022, CDU/FDP/Grüne-Koalition unter Daniel Günther
- Heiner Garg, stellvertretender Ministerpräsident und Minister für Arbeit, Soziales und Gesundheit
- Bernd Buchholz, für Wirtschaft, Verkehr, Arbeit, Technologie und Tourismus